# ヴオサーリ

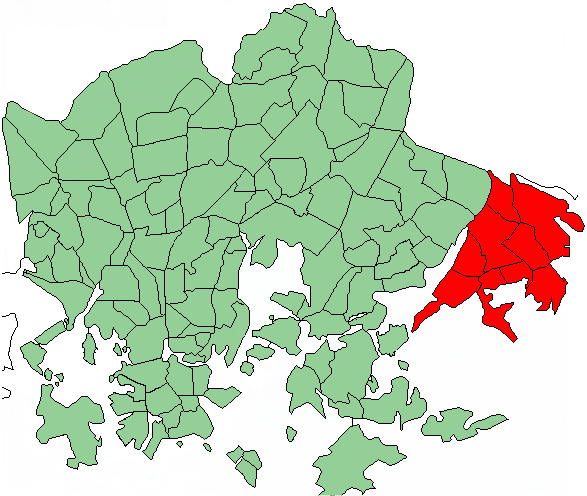
ヘルシンキ市内におけるヴオサーリの位置

ヴオサーリ（フィンランド語: Vuosaari、スウェーデン語: Nordsjö）は、フィンランドの首都ヘルシンキ市の東部、海岸に位置する地区である。面積は 15.38平方キロメートルで、市内で最大の地区である。ヘルシンキ地下鉄の終着駅であるヴオサーリ駅と、その隣駅のラスティラ駅の2駅がある。
ヘルシンキ市内で急速に発展している地域の一つで、1990年代初頭から人口が急増し、2007年現在の人口は33,988人である。現在も住宅地の建設は続いており、2010年には住民の数は40,000人に達する見込みである。
ヴオサーリはその自然や、あまり開発の進んでいない休養向きの海岸で有名である。ヴオサーリの南東の端にある自然公園・ウーテラもその一つで人気がある。自然保護の観点から、新たに住宅地を作り続ける計画が批判されることもある。
ヘルシンキの新たな主要港として、ヴオサーリ港が2008年の完成を目指して建設中である。しかし、建設計画の決定が2002年になされた後も、その計画についてはしばしば議論の対象となっている。
2005年現在、ヴオサーリの人口の7.7%を外国人が占めており、11.6%はフィンランド国外で生まれた者である。ヘルシンキやその周辺には、この割合が更に高い地域もいくつかあるが、ヴオサーリには特に多文化的なイメージが持たれている。
また、Helsingin Energia（ヘルシンキ市電力局）の天然ガス発電所が2箇所ある。

## ギャラリー

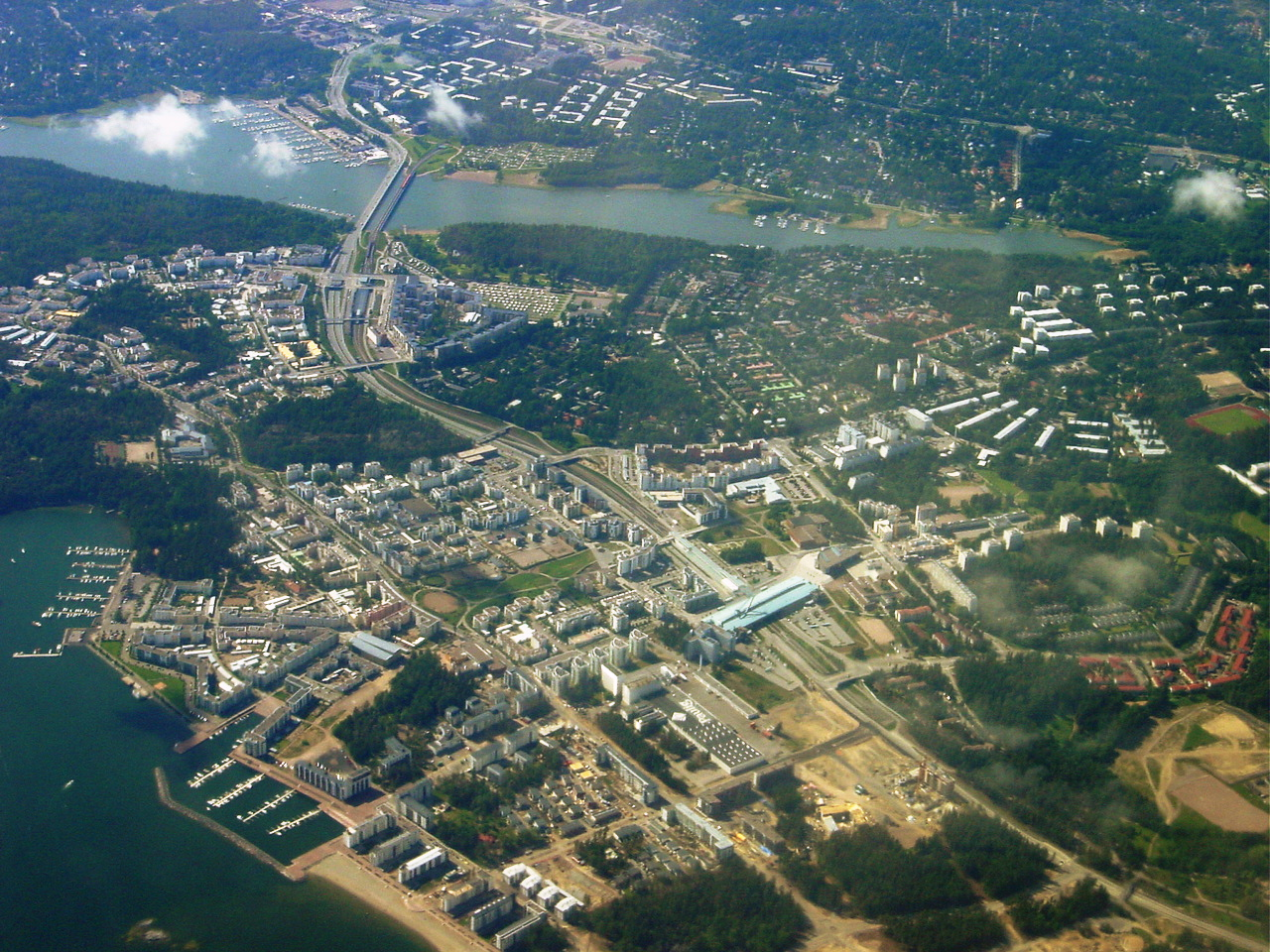
2004年時点におけるヴオサーリの航空写真
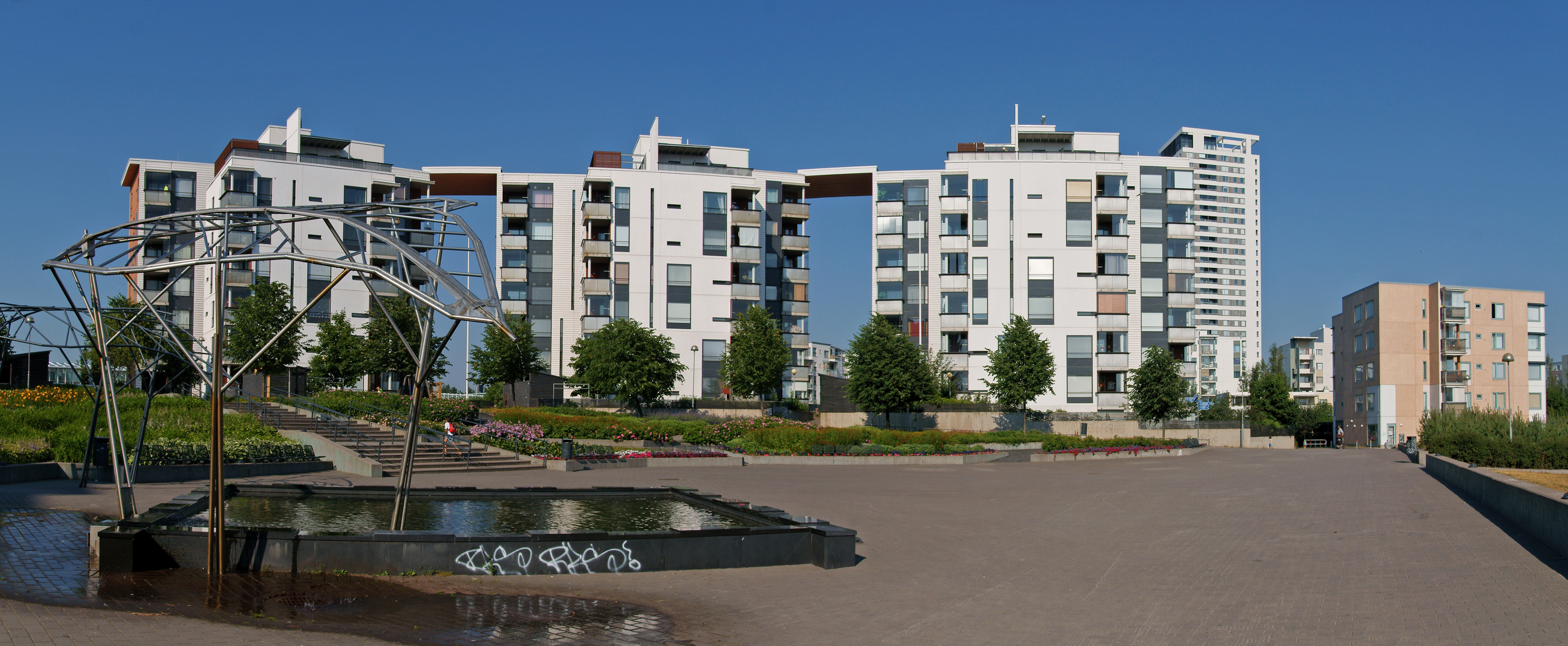
ヴオサーリ中心部付近の新興住宅地
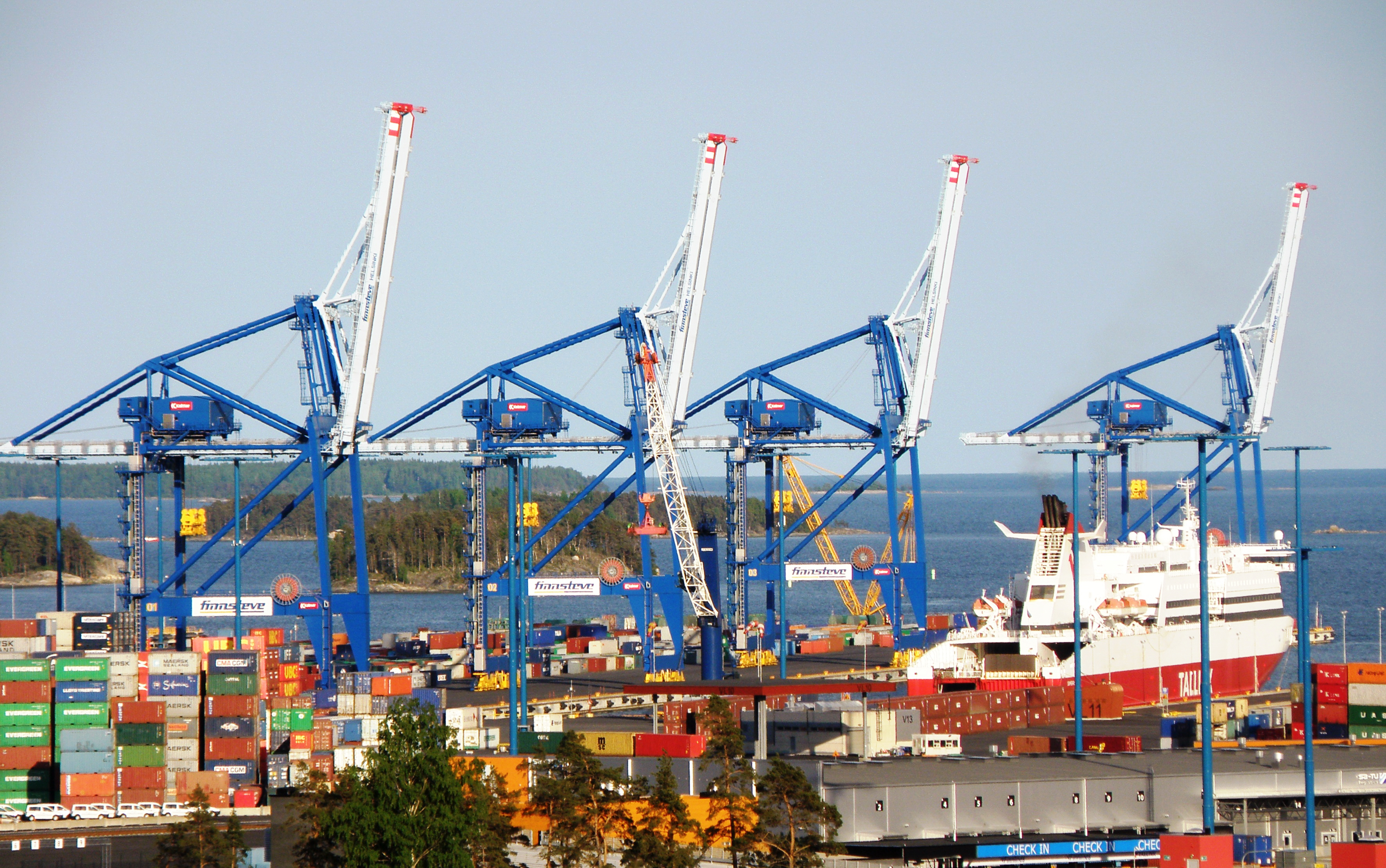
ヴオサーリ港